# Bezirk Horodenka
Bezirk Horodenka – dawny powiat (Bezirk) kraju koronnego Królestwo Galicji i Lodomerii, funkcjonujący w latach 1854–1867. Siedzibą starostwa było miasteczko Horodenka.

## Historia
Bezirk Horodenka utworzono w ramach reformy uwłaszczeniowej z okresu Wiosny Ludów (1848–1849), która likwidowała jurysdykcję właściciela ziemskiego nad poddanymi. W Galicji, dominium – jako podstawowa jednostka administracyjna i filar systemu feudalnego straciło rację bytu. Konieczne stało się zatem wprowadzenie nowego systemu administracyjnego, którego zręby powstały w latach 1851–1855. Nowy trójstopniowy podział administracyjny objął 21 cyrkułów (niem. Kreise), 179 małych powiatów (niem. Bezirke) i ponad 6000 gmin (niem. Gemeinde).
Bezirk Horodenka objął obszar o wielkości 7,7 mil², zamieszkany przez 33.107 ludzi i podzielony na 28 gmin katastralnych, w tym dwa miasteczka (Czernelica i Horodenka). Wszedł w skład cyrkułu kołomyjskiego, jako jeden z jego dziewięciu powiatów. Od południowego wschodu graniczył z Księstwem Bukowiny, stanowiącym kraj koronny Cesarstwa Austrii.
Po nadaniu Galicji autonomii oraz powołaniu samorządu gminnego i powiatowego w 1865 zlikwidowano cyrkuły (Kreise). Dotychczasowe małe powiaty (Bezirke) w liczbie 179, utrzymały się do 1867 roku, kiedy to w następstwie kolejnej reformy administracyjnej (23 stycznia 1867) zostały zastąpione przez 74 większe powiaty. Obszar zniesionego Bezirk Horodenka wszedł wtedy w całości w skład nowego powiatu horodeńskiego.

## Podział administracyjny (1854)
| Lp. | Gmina jednostkowa                 | Powierzchnia | Ludność | Powiat w 1867 po zniesieniu |
| --- | --------------------------------- | ------------ | ------- | --------------------------- |
| 1   | Horodenka (m)                     | 11085        | 6848    | horodeński                  |
| 2   | Czernelica (m)                    | 5567         | 2427    | horodeński                  |
| 3   | Chmielowa                         | 5567         | 2427    | horodeński                  |
| 4   | Kopaczyńce                        | 1830         | 590     | horodeński                  |
| 5   | Kunisowce                         | 2021         | 558     | horodeński                  |
| 6   | Korniów                           | 2761         | 756     | horodeński                  |
| 7   | Olejowa Korniów                   | 953          | 320     | horodeński                  |
| 8   | Kolanki                           | 2173         | 841     | horodeński                  |
| 9   | Michalcze                         | 2702         | 856     | horodeński                  |
| 10  | Dąbki                             | 2483         | 605     | horodeński                  |
| 11  | Daleszowa                         | 1180         | 375     | horodeński                  |
| 12  | Raszków                           | 913          | 504     | horodeński                  |
| 13  | Repużyńce                         | 1162         | 455     | horodeński                  |
| 14  | Biłka z Siemiakowcami n/Dniestrem | 2979         | 1024    | horodeński                  |
| 15  | Strzylcze                         | 3032         | 1208    | horodeński                  |
| 16  | Potoczyska                        | 4873         | 1773    | horodeński                  |
| 17  | Horodnica                         | 3005         | 1251    | horodeński                  |
| 18  | Perediwanie                       | 3005         | 1251    | horodeński                  |
| 19  | Olejowa Korolówka                 | 2449         | 766     | horodeński                  |
| 20  | Olchowiec                         | 1727         | 721     | horodeński                  |
| 21  | Serafińce                         | 4351         | 2420    | horodeński                  |
| 22  | Probabin                          | 693          | 239     | horodeński                  |
| 23  | Czerniatyn                        | 4172         | 2236    | horodeński                  |
| 24  | Tyszkowce                         | 5073         | 1719    | horodeński                  |
| 25  | Okno                              | 2560         | 1119    | horodeński                  |
| 26  | Jasienów Polny                    | 4466         | 1757    | horodeński                  |
| 27  | Głuszków                          | 2044         | 858     | horodeński                  |
| 28  | Wierzbowce                        | 2034         | 881     | horodeński                  |

Objaśnienie:
(M) = miasto; (m) = miasteczko